# Саут Сан Габријел (Калифорнија)
Саут Сан Габријел (енгл. South San Gabriel) насељено је место без административног статуса у америчкој савезној држави Калифорнија.

## Демографија
По попису из 2010. године број становника је 8.070, што је 475 (6,3%) становника више него 2000. године.
| Група             | 2000.         | 2010.         |
| Белци             | 644 (8,5%)    | 451 (5,6%)    |
| Афроамериканци    | 30 (0,4%)     | 83 (1,0%)     |
| Азијати           | 3.292 (43,3%) | 3.990 (49,4%) |
| Хиспаноамериканци | 3.491 (46,0%) | 3.444 (42,7%) |
| Укупно            | 7.595         | 8.070         |